# Савиньяк-Ледрие
Савинья́к-Ледрие́ (фр. Savignac-Lédrier) — коммуна во Франции, находится в регионе Аквитания. Департамент — Дордонь. Входит в состав кантона Иль-Лу-Овезер. Округ коммуны — Нонтрон.
Код INSEE коммуны — 24526.

## География

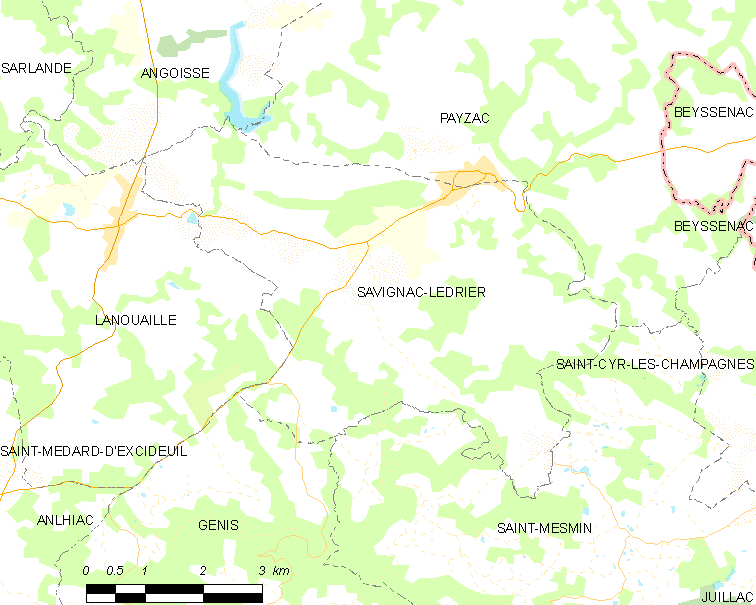
Карта коммуны

Коммуна расположена приблизительно в 400 км к югу от Парижа, в 155 км восточнее Бордо, в 45 км к северо-востоку от Перигё.
На востоке коммуны протекает река Овезер.

### Климат
Климат умеренный океанический со средним уровнем осадков, которые выпадают преимущественно зимой. Лето здесь долгое и тёплое, однако также довольно влажное, здесь не бывает регулярных периодов летней засухи. Средняя температура января — 5 °C, июля — 18 °C. Изредка вследствие стечения неблагоприятных погодных условий может наблюдаться непродолжительная засуха или случаются поздние заморозки. Климат меняется очень часто, как в течение сезона, так и год от года.

## Население
Население коммуны на 2010 год составляло 734 человека.
| 1962 | 1968 | 1975 | 1982 | 1990 | 1999 | 2010 |
| ---- | ---- | ---- | ---- | ---- | ---- | ---- |
| 952  | 809  | 681  | 738  | 737  | 744  | 734  |

## Администрация
| Период | Период | Фамилия             | Партия                                 | Примечания                       |
| ------ | ------ | ------------------- | -------------------------------------- | -------------------------------- |
| 1929   | 1971   | Фернан Дево         |                                        | генеральный советник (1945—1949) |
| 1971   | 1997   | Амеде-Роже Пиронон  | Социалистическая партия → Разные левые | генеральный советник (1973—1985) |
| 1997   | 2001   | Жан Рубине          |                                        |                                  |
| 2001   | 2014   | Маргерит Кюбертафон | беспартийная                           | пенсионер; торговец              |
| 2014   | 2020   | Кристиан Лагиони    |                                        |                                  |

## Экономика
В 2010 году среди 436 человек трудоспособного возраста (15-64 лет) 297 были экономически активными, 139 — неактивными (показатель активности — 68,1 %, в 1999 году было 70,2 %). Из 297 активных жителей работали 275 человек (149 мужчин и 126 женщин), безработных было 22 (6 мужчин и 16 женщин). Среди 139 неактивных 20 человек были учениками или студентами, 67 — пенсионерами, 52 были неактивными по другим причинам.

## Достопримечательности
- Замок Форж (XV век). Исторический памятник с 1979 года[5]
- Замок Бар
- Церковь Успения Пресвятой Богородицы
- Часовня Скорбящей Богородицы (XIX век)[6]

## Фотогалерея

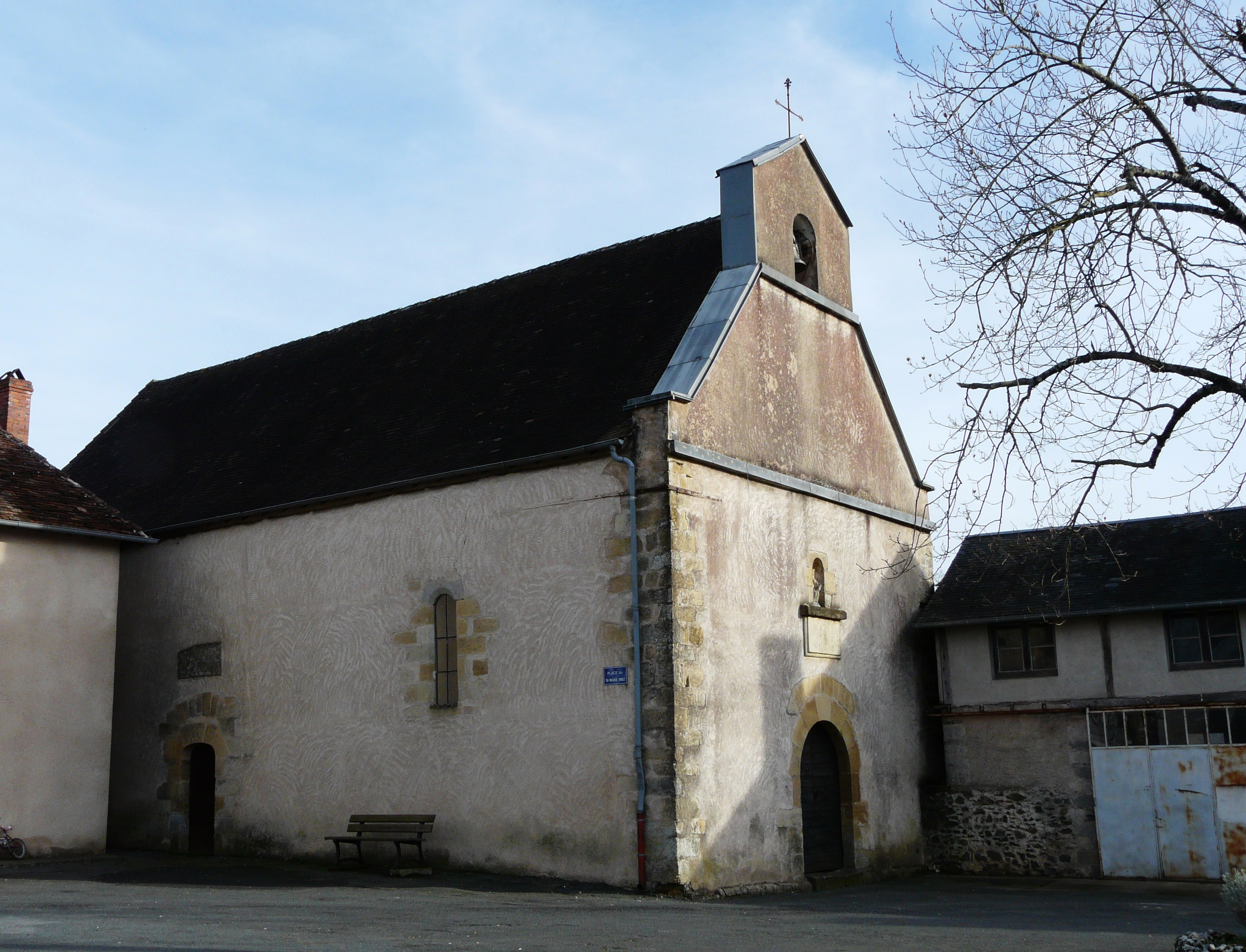
Церковь Успения Пресвятой Богородицы
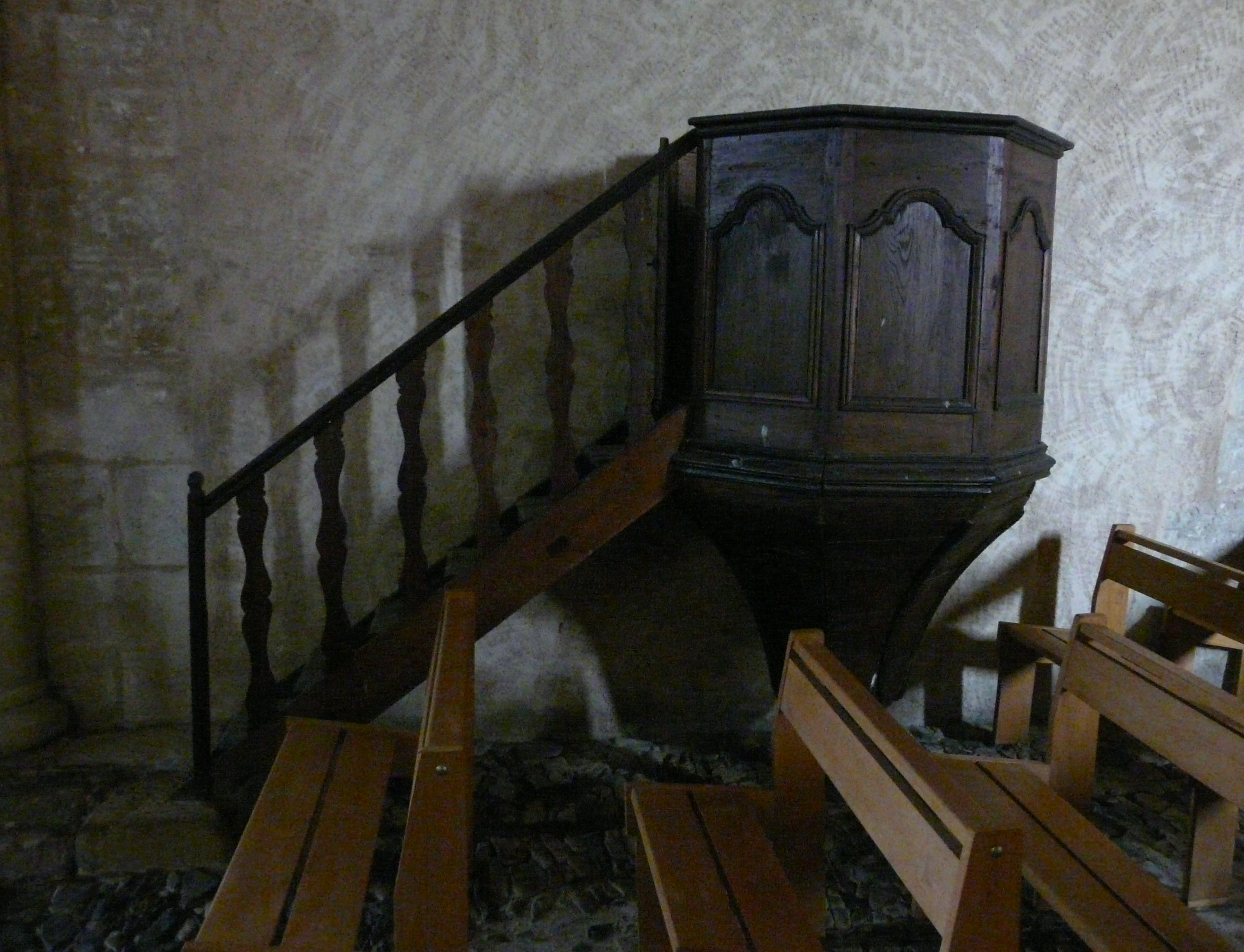
Интерьер церкви Успения Пресвятой Богородицы
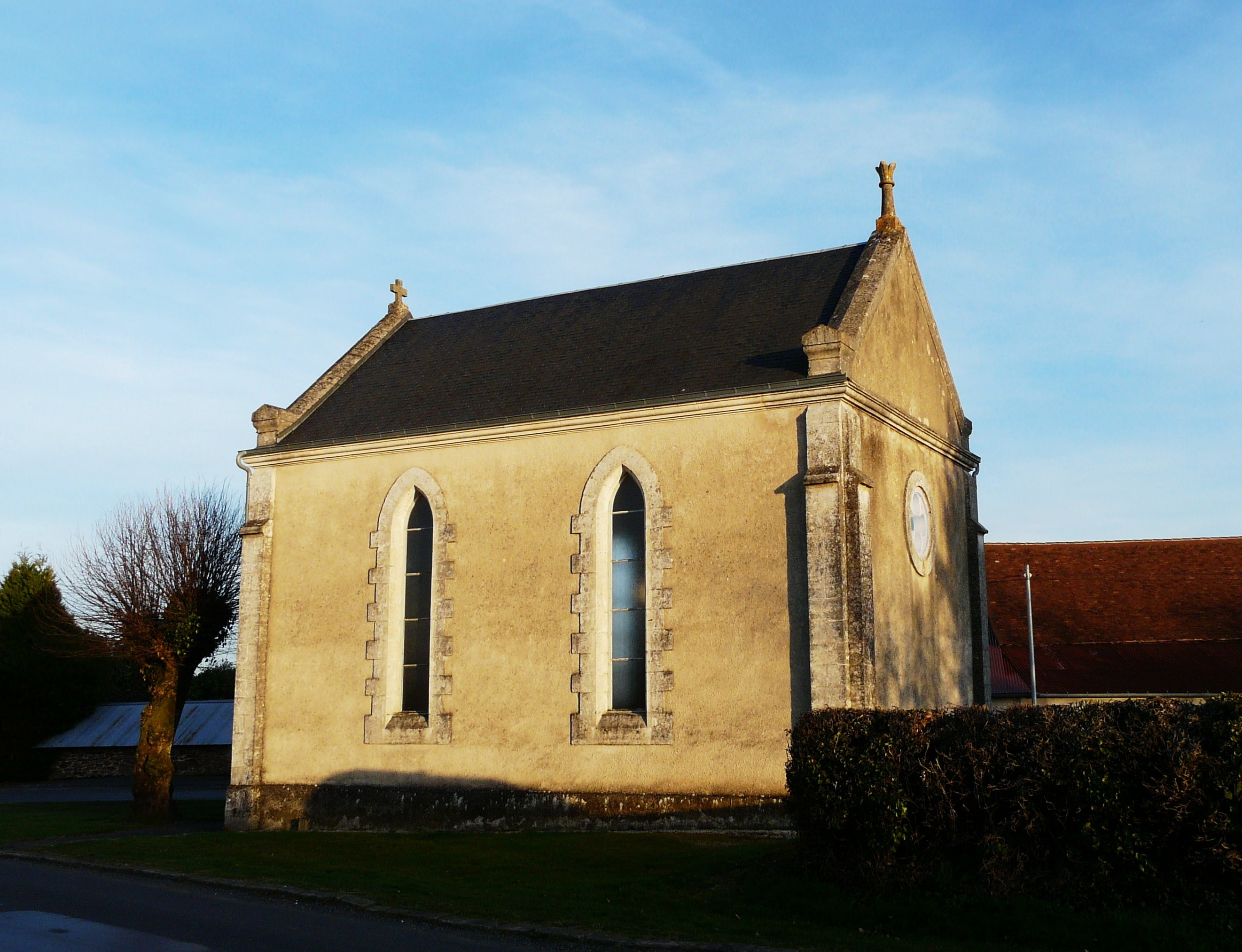
Часовня Скорбящей Богородицы
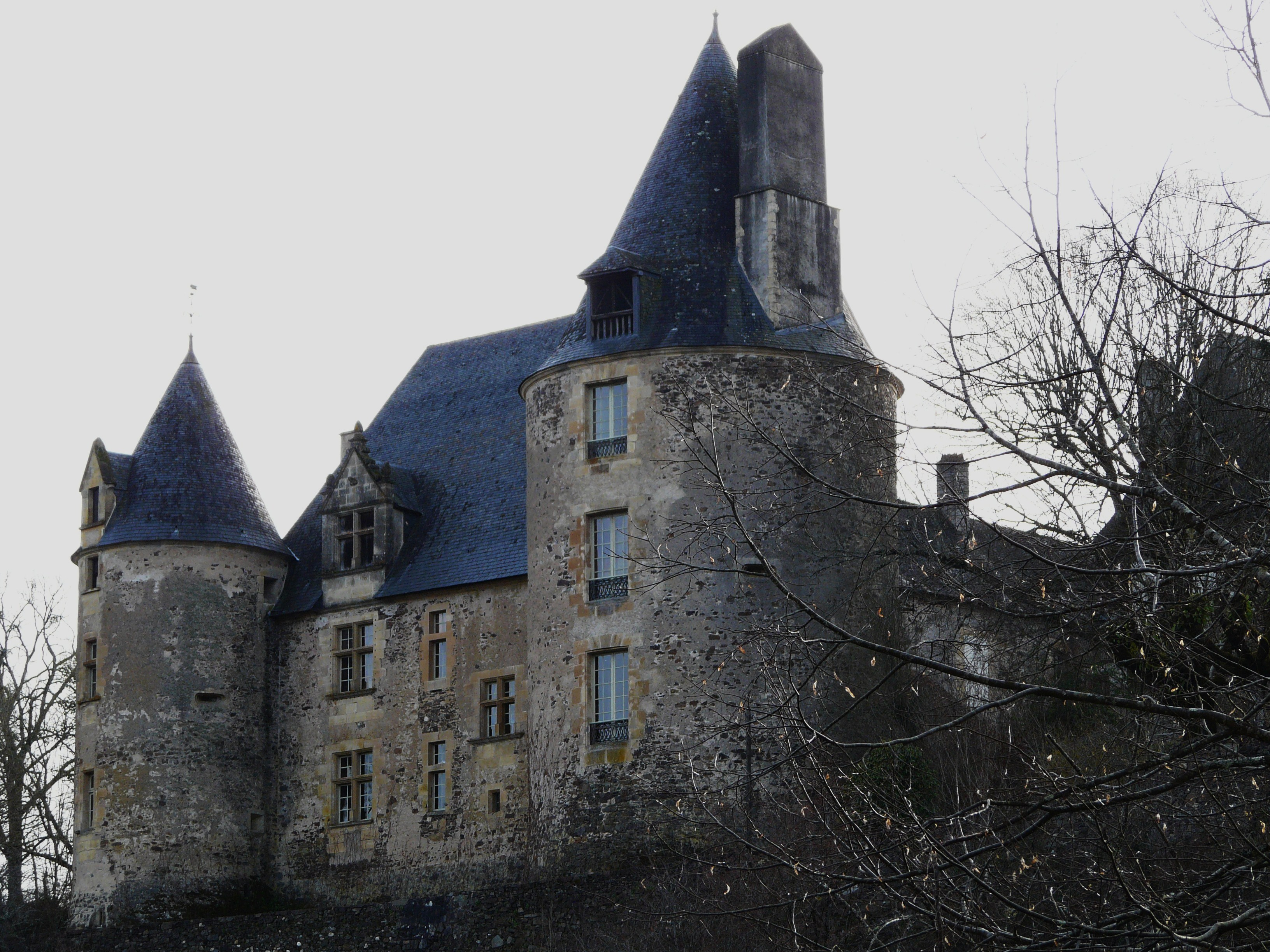
Замок Форж
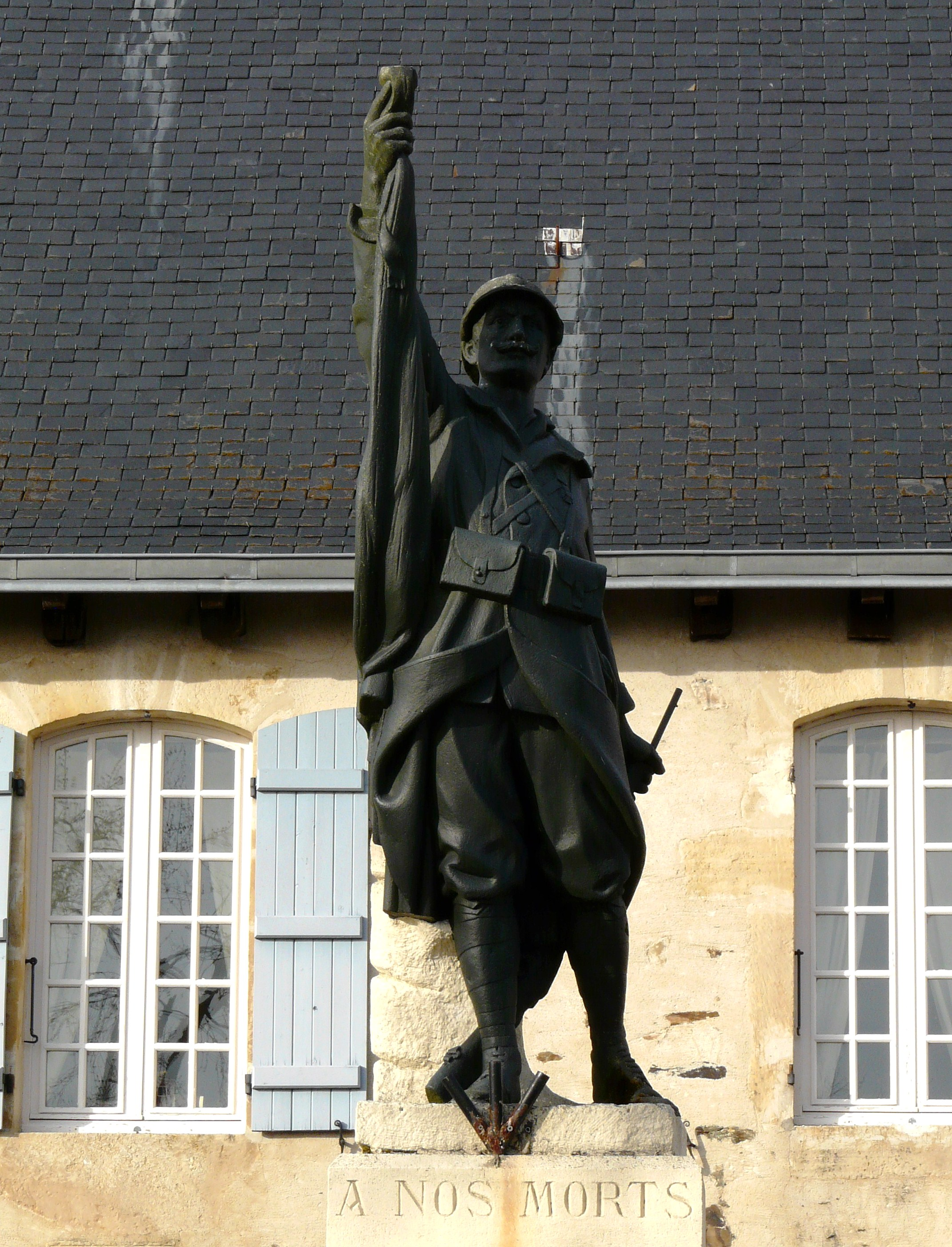
Военный мемориал
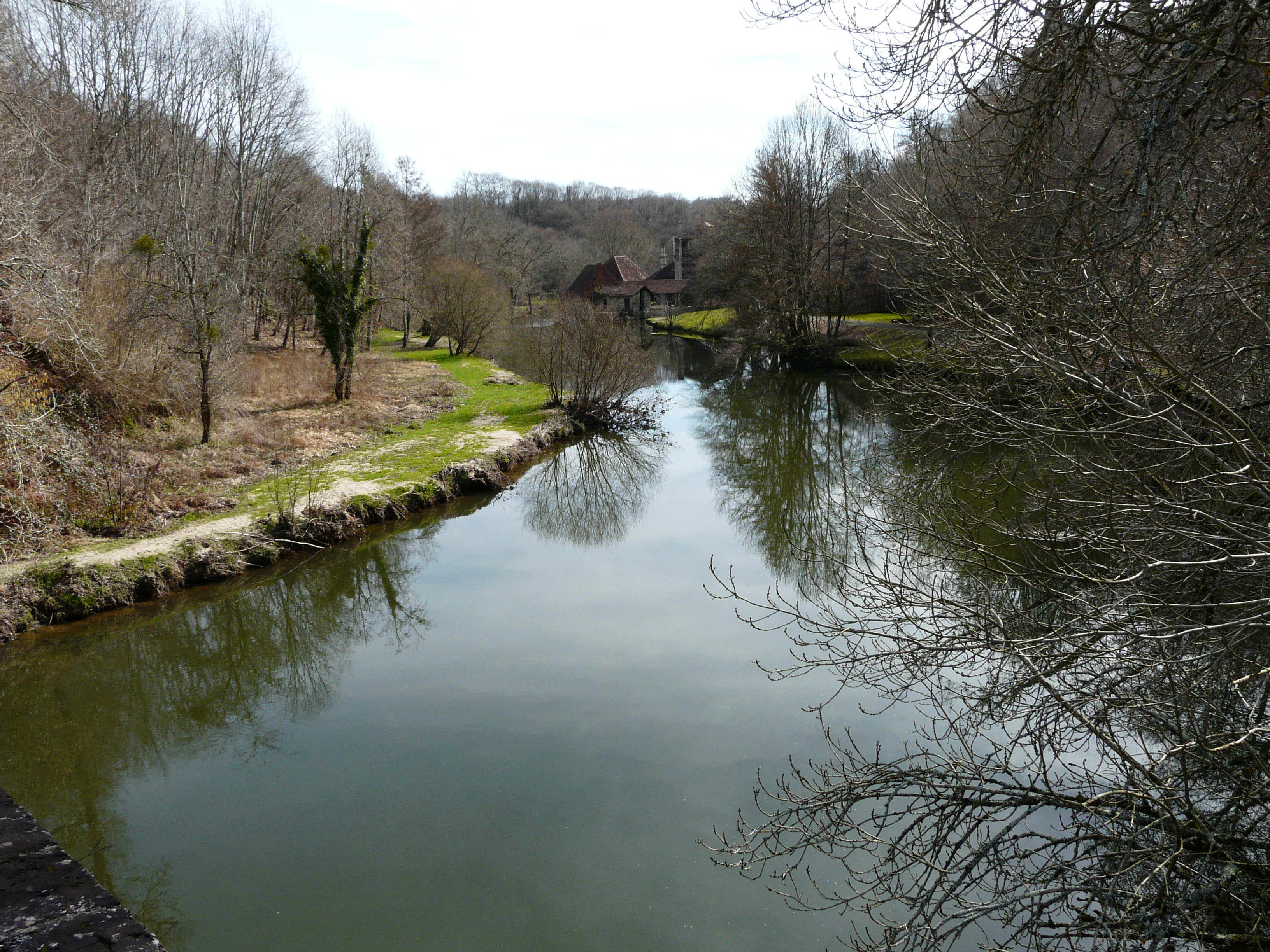
Река Овезер